# Дудник, Андрей Алексеевич
Андрей Алексеевич Дудник (5 декабря 1923 — ?) — советский партийный деятель, председатель Одесского облисполкома (1969—1971 гг.).

## Биография
Член КПСС с 1953 года. Находился на ответственной советской и партийной работе.
На 1963 год — заведующий отделом сельского хозяйства Одесского сельского областного комитета Коммунистической партии Украины.
До марта 1969 года — 1-й заместитель председателя исполнительного комитета Одесского областного совета депутатов трудящихся.
В марте 1969 — мае 1971 года — председатель исполнительного комитета Одесского областного совета депутатов трудящихся.
Потом — на пенсии в городе Одессе.